# Diocèse de Jilin

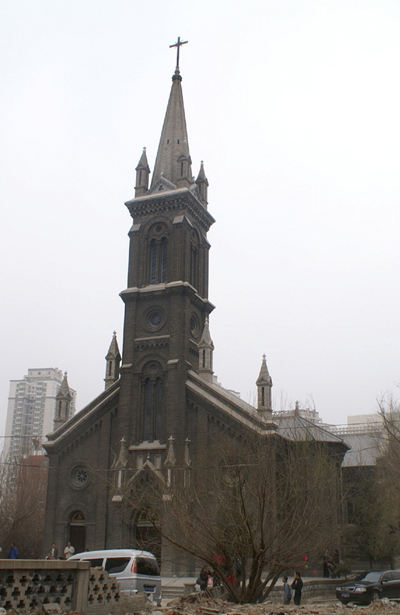
Cathédrale Sainte-Thérèse de Changchun

Le diocèse de Jilin (Dioecesis Chilinensis) est un siège de l'Église catholique de Chine situé dans la province de Jilin (en Mandchourie), suffragant de l'archidiocèse de Shenyang. Il est actuellement vacant.

## Territoire
Le diocèse comprend une partie de la province de Jilin.
Le siège épiscopal est la cathédrale Sainte-Thérèse de Changchun depuis 1994. Il se trouvait auparavant à Jilin (anciennes transcriptions : Ghi Lin, Ghirin ou Kirin) à l'ancienne cathédrale du Sacré-Cœur ; construite en 1919 en style néo-gothique, cette dernière est inscrite à la liste des monuments protégés depuis 1999.

## Histoire
La région est évangélisée par les missionnaires des Missions étrangères de Paris depuis le milieu du XIXe siècle. Le Saint-Siège érige le vicariat apostolique de Mandchourie septentrionale par le bref Quae catholico nomini du 10 mai 1898 de Léon XIII qu'il confie à ces mêmes missionnaires. Il reçoit son territoire du vicariat apostolique de Mandchourie, aujourd'hui archidiocèse de Shenyang. En 1898, le vicariat comptait 7 568 fidèles, pour huit à dix millions d'habitants. La révolte des Boxers laisse les missions exsangues ; il ne reste qu'une église debout. Après 1905, la région est dominée par l'influence du Japon. Le vicariat prend le nom de vicariat apostolique de Ghilin (ou de Kirin en transcription romanisée) le 13 décembre 1924.
Le 9 juillet 1928, il cède une portion de territoire à l'avantage de la nouvelle mission sui juris de Tsitsihar. De 1931 à 1945, le vicariat apostolique fait partie du Mandchoukouo, inféodé au Japon.
Le 11 avril 1946, Pie XII élève le vicariat apostolique au statut de diocèse par la bulle Quotidie Nos. Après la prise de pouvoir de l'armée communiste en 1949, le missionnaires sont chassés de Chine et l'Église catholique persécutée. Au milieu des années 1980, un évêque reconnu par Rome est consacré clandestinement en la personne d'André Han Jingtao. Les autorités gouvernementales ont quant à elles nommé des évêques successifs non reconnus par Rome, dont le dernier est mort en 2009.
Les statistiques font état en 1999 d'environ 100 000 catholiques, dont 30 000 suivent le clergé clandestin non reconnu par les autorités de l'association patriotique. Un certain nombre d'entre eux appartient à la minorité d'origine coréenne.  Le diocèse disposait alors de 46 prêtres diocésains.
Un séminaire contrôlé par les autorités officielles est ouvert à Jilin.

## Ordinaires
- Pierre-Marie-François Lalouyer M.E.P., 16 mai 1898-17 février 1923
- Auguste-Ernest-Désiré-Marie Gaspais M.E.P., 17 février 1923-21 octobre 1952, évêque titulaire de Canope (de)
- Sede vacante
- André Han Jingtao, milieu des années 1980, décédé
- Sede vacante

## Statistiques
En 1950, le diocèse comptait 35 000 baptisés pour 9 000 000 habitants (0,4 %).